# Forbidden (film, 1919)
Pour les articles homonymes, voir Forbidden.
Pour plus de détails, voir Fiche technique et Distribution.
Forbidden ou The Forbidden Box est un film américain réalisé par Phillips Smalley et Lois Weber, sorti en 1919.

## Fiche technique
- Titre : Forbidden
- Titre alternatif : The Forbidden Box
- Réalisation : Phillips Smalley et Lois Weber
- Scénario : Lois Weber, d'après une histoire de E.V. Durling
- Photographie : Dal Clawson, Roy H. Klaffki
- Montage :
- Costumes :
- Producteurs :  Lois Weber
- Société de production : Lois Weber Productions, Universal Film Manufacturing Company
- Société de distribution : Universal Film Manufacturing Company
- Pays de production :  États-Unis
- Langue : film muet avec les intertitres en anglais
- Tournage : mai 1918
- Métrage : 1 820 m
- Format : Noir et blanc — 35 mm — 1,33:1 — Muet
- Genre : Film dramatique
- Durée : 60 minutes (1 h 0)
- Date de sortie : 
  - États-Unis : 8 septembre 1919

## Distribution
- Mildred Harris : 'Maddie' Irwin
- Henry Woodward : Fred Worthington
- Fred Goodwins : Ben Withers
- Priscilla Dean : une aventurière